# Liste der Monuments historiques in Witry-lès-Reims
Die Liste der Monuments historiques in Witry-lès-Reims führt die Monuments historiques in der französischen Gemeinde Witry-lès-Reims auf.

## Liste der Immobilien
| Bezeichnung          | Beschreibung               | Standort               | Kennzeichnung | Schutzstatus | Datum | Bild           |
| -------------------- | -------------------------- | ---------------------- | ------------- | ------------ | ----- | -------------- |
| Kirche St-Symphorien | Kirchturm, 12. Jahrhundert | Rue de l’Eglise (Lage) | PA00078916    | Classé       | 1922  | weitere Bilder |

## Liste der Objekte
| Bezeichnung | Beschreibung                                     | Standort                           | Kennzeichnung | Schutzstatus | Datum | Bild |
| ----------- | ------------------------------------------------ | ---------------------------------- | ------------- | ------------ | ----- | ---- |
| Gedenktafel | Stein, 16. Jahrhundert; heutiger Standort unklar | in der Kirche St-Symphorien (Lage) | PM51001246    | Classé       | 1908  |      |